# Carlos Condit
Carlos Joseph Condit (født 26. april 1984 i Albuquerque i New Mexico, USA) er en amerikansk MMA-udøver, som siden 2009 har konkurreret i organisationen Ultimate Fighting Championship. Han er i Danmark mest kendt for sine 2 UFC-kampe mod danske Martin Kampmann.

## Tidlige liv
Condit er af østrigsk, tysk, indfødt amerikansk and mexicansk afstamning. Condits far, Brian, var tidligere New Mexico guvernør og demokratisk præsident kandidat Bill Richardson. Condit gik på Cibola High School i Albuquerques vestlige del. Han begyndte til brydning i en alder af ni og gik til det gennem high school og startede med at træne Gaidojutsu ved Greg Jackson som 15-årig.

## MMA

### Tidlige karriere
Condit blev professionel som 18-årig, hvor det tog ham mindre end 1 minut at submitte Nick Roscorta med rear-naked choke i sin debutkamp i Juárez i Mexico den 6. september, 2002.

### Ultimate Fighting Championship (2009–nu)
Condit startede i UFC efter at have konkurreret i WEC. Han fik sin debut den 1. april, 2009, ved UFC Fight Night 18 hvor han mødte Martin Kampmann. Condit tabte kampen via split decision.
Herefter skulle han have mødt Chris Lytle den 16. september, 2009, på UFC Fight Night 19, men Lytle droppede fra på grund af en knæskade. UFC-nykommeren Jake Ellenberger trådte til og erstattede Lytle. Condit besejre Ellenberger via split decision og fik dermed sin første UFC-sejr.
Condit måtte senere droppe ud af en planlagt kamp på UFC 108 mod Paul Daley på grund af en håndskade.
Condit mødte Georges St-Pierre den 17, november 17, 2012, på UFC 154. Condit blev den anden mand nogensinde, der havde slået St. Pierre ned i UFC, da han ramte ham med et hovedspark tidligt i tredje omgang og overfaldt ham, men uden at stand til at færdiggøre ham. Han tabte kampen via en enstemmig afgørelse i en tæt kamp hvor bege kæmpere modtog Fight of the Night-prisen for deres indsats. Efter kampen påstod St-Pierre at Condit var den bedste kæmper han nogensinde havde været oppe mod.
Condit skulle have mødt Rory MacDonald i en rematch den 16. marts, 2013, på UFC 158. Men, MacDonald meldte afbud på grund af en skade og blev erstattet af Johny Hendricks. Mens Condit var i stand til at udbokse Hendricks i store dele af kampen, var Hendricks i stand til at score adskillige takedowns i hver omgang, hvilket gav Hendricks sejren via enstemmig afgørelse. Deres optræden gav begge kæmpere Fight of the Night-prisen.
Condit mødte Martin Kampmann i en rematch den 28. august, 2013, på UFC Fight Night: Condit vs. Kampmann 2. Efter 1. omgang hvor Kampmann havde kontrolleret med sin brydning var Condit i stand til at anvende sit mere varierede arsenlal af slag og spark i resten af kampen hvilket resulterede i et TKO fjerde omgang via en serie af slag og spark, og revancherede dermed sit tidligere nederlag. Kampen gav ligeledes Condit hans tredje (og fjerede i alt) Fight of the Night bonuspris i træk.